# Година істини
«Година істини» (англ. The Vanished; раніше називався Година свинцю англ. Hour of Lead) — американський психологічний трилер 2020 року за сценарієм і режисером Пітера Фачінеллі. У фільмі знялися Томас Джейн, Енн Гейч, Джейсон Патрік і Фачінеллі, а також розповідається про пару, яка збирається знайти свою доньку, яка зникла під час їхнього перебування кемпінгу.

## Сюжет
Пол і Венді Майклсони везуть свій автомобіль у віддалений кемпінг на березі озера зі своєю 10-річною донькою Тейлор та мопсом Лакі. Пол зустрічає Міранду, привабливу жінку в сусідньому кемпінгу, а Венді розпаковує речі. Коли батьки згадали про доньку, вони виявляють, що Тейлор зникла.
Батьки апелюють до менеджера кемпінгу Тома та зв'язуються з правоохоронцями, але ті не дозволяють їм брати участь у пошуках дівчинки. Шериф Бейкер і заступник Рейкс вирушають на пошуки з групою. Через 24 години Пол і Венді подають заяву про зникнення безвісти, а також дізнаються, що в цьому районі є засуджений, що втік, але навряд чи він є підозрюваним. Пол і Венді вирішують провести власні пошуки і врешті знаходять чоловіка, який спить біля багаття з пістолетом поруч. Припускаючи, що він втікач, Венді хапає його пістолет. Сплячий прокидається і хапається за рушницю, але в нього вистрілюють. Наступного дня шериф розповідає їм, що засудженого спіймали в автобусі, який виїжджав з міста, а туриста знайшли застреленим. Пол і Венді розуміють, що мати дівчинки застрелила невинного чоловіка.
Оскільки місцева влада все більше займається пошуками, Пол і Венді все більш підозрюють сусідів по кемпінгу Міранду та її чоловіка Еріка. Поки останніх немає, Пол і Венді обшукують свій фургон, але не знаходять разка намиста, що належить їхній дочці Тейлор. Тієї ночі Пол спостерігає, як Міранда займається любов'ю. Наступного дня обидві пари разом виходять на озеро, щоб продовжити пошуки. Після шести годин перебування на озері вони помічають пластиковий пакет, який плаває на воді, але в ньому нічого немає. Пол і Венді звинувачують Еріка та Міранду в тому, що вони забрали їхню дочку, тому що вони не здатні народити дитину. Венді дістає пістолет, і починається бійка, в якій Міранду застрелюють, а Еріка заколюють. Пол і Венді повертаються на берег, вражені скоєним вбиством і довго сперечаються. Коли Бейкер знаходить тіло Еріка, він шукає фургон Еріка та Міранди та знаходить там намистини, які за словами Венді, належать її доньці. Пізніше Бейкеру повідомляють, що в руці Еріка були пасма волосся.
Пізніше Венді підозрює, Тома, тому вона обшукує його житло, виявляючи прихований перехід, що веде до туалету та полиці в шафі, де зберігаються відео з дитячою порнографією. Вона враз опиняється нокаутована і зв'язана. Після того, як Том відвернув Пола від її пошуку, він намагається втримати Венді, але вона знаходить на підлозі молоток і вбиває Тома. Бейкер підозрює, що Том був учасником мережі дитячої порнографії, і коли справа, здавалося б, розкрита, Пол переконує Венді викинути речі Тейлора, щоб закрити справу. Пізніше речі повертає доглядач Тома Джастін, у якого були власні проблеми. Він намагається терміново викликати поліцію, але не може додзвонитися.
Зрештою Бейкер отримує листа від дружини «Дорогий Джон», але потім помічає щось дивне на світлині Майклсонів — вони позують перед Всесвітнім торговим центром перед нападами 11 вересня, а Венді вагітна на знімку. В такому разі, Тейлор мало б бути набагато більше, ніж 10 років. Звернувшись до іншої поліцейської мережі, він дізнається від брата Пола, що їхня дочка померла шість років тому, і Майклсони насправді живуть у фантазії, в якій вони думають, що їхня дочка все ще жива, тому що вони не змогли успішно пережити це горе. Рейкс підтверджує, що ДНК з волосся в руці Еріка належала Полу.
У спогадах показано, як пара вбиває Еріка та Міранду, Пол підкидає намистинки в їх фургон, а Джастін виявляє ковдру, на якій надрукована справжня дата народження дочки. Поліція повертається до кемпінгу, але на місці Венді та Пола вони знаходять іншу пару на автофургонах, яка на мить втрачає свою дитину і переживає, що її забрали Майклсони, але дитина з'являється знову. Майклсони вже покинули табір і знову переживають свої спогади з Тейлором, який грає на відеоекрані їхнього фургона.

## Актори
- Томас Джейн — Пол Майклсон
- Енн Гейч — Венді Майклсон
- Джейсон Патрік — шериф Бейкер
- Пітер Фачінеллі — депутат Рейкс
- Алекса Арчер — Міранда, жінка років 30, яка привертає увагу Пола і Тома
- Крістофер Венте — Ерік, чоловік Міранди
- Сейді та К. К. Хейм — 10-річна дочка Тейлора, Пола та Венді
- Джон Д. Хікман — Том, менеджер кемпінгу
- Алекс Хейдон — Джастін, доглядача кемпінгу

## Виробництво
На початку розробки розглядали кандидатуру Лоуренса Фішберна на головну роль. Зйомки проходили в лютому 2019 року Зйомки фільму проходили в Таскалусі, штат Алабама .

## Реліз
Фільм був показаний у деяких кінотеатрах, VOD і цифрових платформах 21 серпня 2020 року

## Прийом
Фільм має рейтинг a 21 % на основі 14 оглядів на агрегаторі рецензій Rotten Tomatoes . Джеффрі М. Андерсон із Common Sense Media нагородив фільм двома зірками з п'яти. Гленн Кенні з RogerEbert.com присудив фільму три зірки.